# Teiu
Teiu é uma comuna romena localizada no distrito de Argeş, na região de Muntênia. A comuna possui uma área de 44.66 km² e sua população era de 1556 habitantes segundo o censo de 2007.